# L'Homme d'à côté (film, 2009)
Pour plus de détails, voir Fiche technique et Distribution.
L'Homme d'à côté (El hombre de al Lado) est un film argentin réalisé par Mariano Cohn et Gaston Duprat tourné dans la Maison Curutchet, unique œuvre de Le Corbusier sur le continent sud-américain.

## Fiche technique
- Titre : L'Homme d'à côté
- Titre original : El hombre de al Lado
- Réalisation : Mariano Cohn et Gaston Duprat
- Scénario : Andres Duprat
- Musique : Sergio Pangaro
- Photographie : Mariano Cohn et Gaston Duprat
- Son : Ricardo Piterbarg
- Montage : Jeronimo Carranza
- Décors et Costumes : Lorenan Llaneza
- Pays d'origine :  Argentine
  - Langues : Espagnol
- Producteur : Fernando Sokolowicz
- Production : Aleph Media S.A.
- Coproduction : Cinema Uno S.A., Television Abierta S.A. et FELEI Cooperativa Ltda.
- Société de distribution :  France Bodega Films
- Format : couleur — 35 mm — 1.85:1 — son stéréo Dolby
- Genre : Comédie
- Durée : 110 minutes
- Date de sortie : France : 4 mai 2011

## Distribution
- Daniel Araoz : Victor
- Rafael Spregelburd : Leonardo
- Eugenia Alonso : Ana
- Loren Acuña
- Inés Budasi
- Eugenio Scopel
- Débora Zanolli
- Valeria Correa
- Enrique Gagliesi
- Rubén Guzman
- Juan Carlos Bordeau
- Marina Horowitz